# Абашева, Вера Павловна
Ве́ра Па́вловна Аба́шева (род. 10 мая 1956 год) — балерина. Заслуженная артистка РСФСР (1989).

## Биография
Родилась в посёлке Верх-Нейвинский Свердловской области 10 мая 1956 года.
Выпускница Пермского хореографического училища, занималась в классе преподавателя Л. П. Сахаровой.
В 1974 году окончила обучение в Пермском хореографическом училище и начала работать в труппе Свердловского театра оперы и балета ведущей танцовщицей.
Её дебютом стала партия «Беатриче» в спектакле «Слуга двух господ». После успешного первого выступления, постановщики спектаклей стали давать Вере Абашевой главные партии в новых балетах.
Более 20 лет выступала на сцене. Исполняла лирико-драматический репертуар, выступая в классических и драматических партиях.
В 1980-х годах на сцене театра станцевала практически весь классический репертуар.
В 1989 году ей присвоили звание «Заслуженной артистки РСФСР».
Исполняла партии в балете «Анна Каренина», «Лебединое озеро», «Жизель», «Баядерка», «Леди МакБет», «Кармен-сюита», «Сотворение мира», «Шопениана». Играла Медору в «Корсаре», Сольвейг в «Пер Гюнт», Эгину в «Спартаке», Хозяйку Медной Горы в «Каменном цветке», Зарему в «Бахчисарайском фонтане».
В 2004 году Вера Абашева начала работать педагогом-репетитором театра. Работала над постановкой балета «Пахита» в качестве педагога-репетитора. Премьера балета состоялась в Екатеринбургском театре оперы и балета в начале 2018 года.